# NGC 7137
NGC 7137 ist eine Balken-Spiralgalaxie vom Hubble-Typ SBc im Sternbild Pegasus am Nordsternhimmel. Sie ist schätzungsweise 84 Millionen Lichtjahre von der Milchstraße entfernt.
Das Objekt wurde am 17. November 1784 von Wilhelm Herschel entdeckt.